# Idioma !o!ung
El idioma !o!ung es un idioma hablado en el suroeste de África (Namibia y Angola); Pertenece a la rama norteña (lenguas kx'a) de la familia de lenguas khoisan. El idioma también se conoce por la ortografía !O!kung.
El idioma !o!ung es hablado por poco más de 5.000 personas (año 2000), pertenecientes a la etnia !Kung residentes principalmente en Angola. Muchos hablantes del idioma !o!Kung son bilingües con otras lenguas habladas en los territorios de asentamiento (portugués, afrikáans, Setsuana, inglés). es parte del grupo lingüístico Juu, la rama norte de las lenguas khoisan.
El idioma !o!ung es una lengua tonal, caracterizada (como todas las lenguas khoisan) por la presencia de numerosas consonantes de clics (producidas al hacer clic la lengua contra el paladar o contra los dientes). El símbolo "!" aparecer en el nombre del idioma indica un clic alveolar.